# Philippe Dubreuille

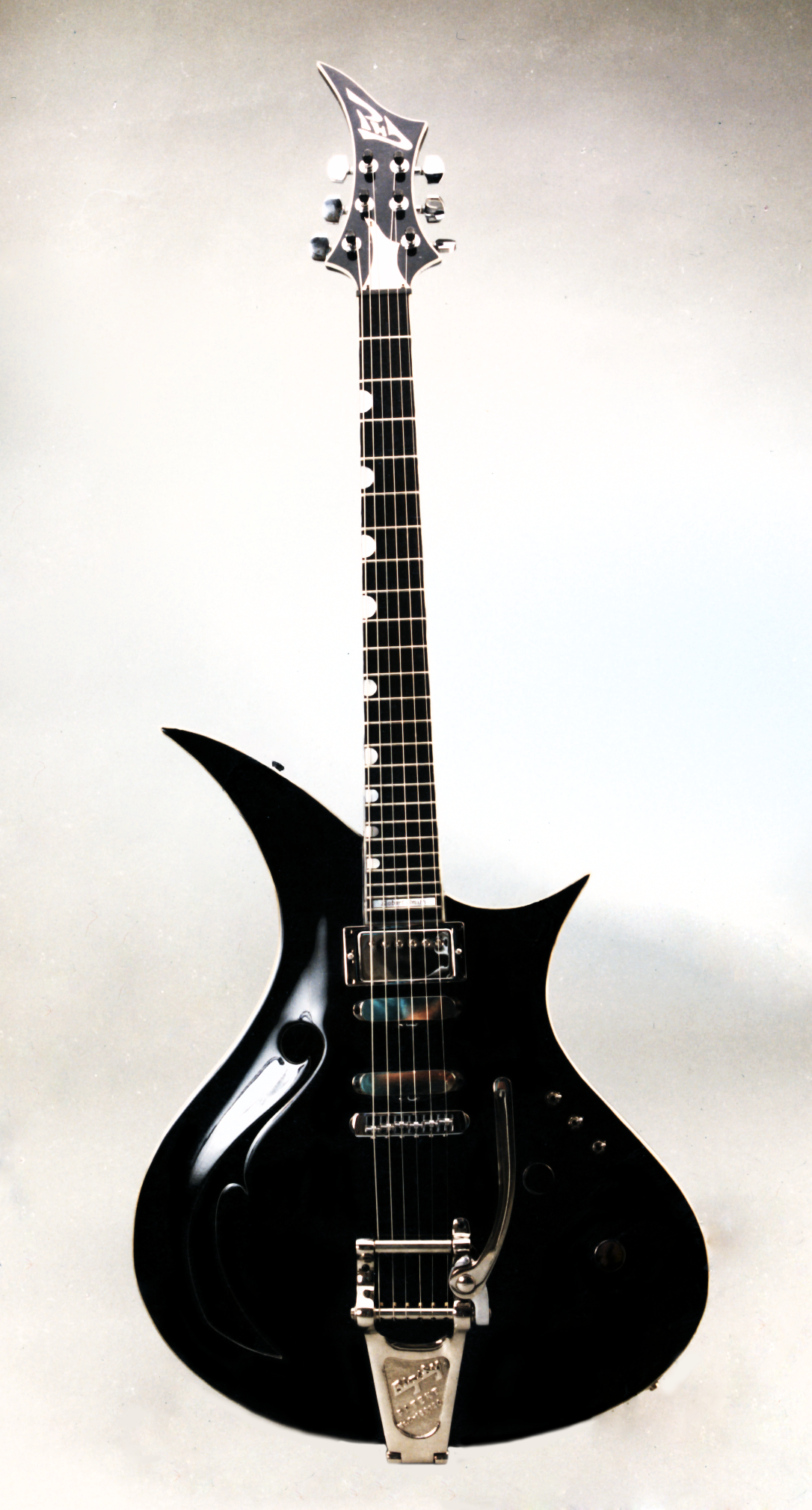
Dubreuille Robert Smith Signature

Philippe Dubreuille est un luthier français installé à Londres qui fabrique des guitares électriques.

## Biographie
Comme beaucoup d’adolescents Philippe Dubreuille écoute de la musique en rêvant de devenir une Rock Star et passe des heures à s’écorcher les doigts sur le manche d’une guitare. Un beau jour il égare l’instrument en question et profite du fait que son oncle possède un atelier de menuiserie en Haute Savoie pour se lancer dans la fabrication de son propre modèle. Le talent de ce luthier autodidacte séduit et attire musiciens et artistes qui, de plus en plus nombreux[réf. nécessaire], font appel à lui  pour concevoir, customiser ou réparer leurs instruments. Depuis 2000, le Français est installé à Londres.

## Particularités des modèles
Ses instruments ont un style unique basé sur des thèmes traditionnels et inspirés par les artistes pour lesquels ils sont destinés. La qualité de finition, le son exceptionnel et le choix des matériaux font de ses guitares des instruments d'exception .

### Les modèles de séries
- Torpedo
- TBooster
- Ken
- TBone
- D-Bass
- Resophonic

## Artistes
- Robert Smith (musicien)
- Joe Perry
- Iggy Pop
- Vernon Reid
- Dave Stewart
- Sinclair (chanteur)
- Little Barrie
- Porl Thompson
- Luther Dickinson
- Gem Archer
- Andy Bell (musicien)
- Kevin Shields
- Eddy Grant
- Keziah Jones